# 聾長綱
聾長綱（つんぼながつな）は、江戸時代の摂津国の刀工。北村市右衛門、藤原長綱とも言う。
親忠綱門人。聴覚障害者であったため茎に聾長綱と銘を切った刀がある。親忠綱の代作代銘をおこなっていたようで、現存する作品は少ない。
作柄としては刃文足長丁子を焼く。